# Molins de Rei
Pour les articles homonymes, voir Molins.
Molins de Rei est une commune de la comarque de Baix Llobregat dans la province de Barcelone en Catalogne (Espagne).

## Géographie
La commune est située dans l'Aire métropolitaine de Barcelone.

## Histoire
Elle est la ville de naissance de l'actrice catalane Margarita Xirgu.
- 21 décembre 1808 : Bataille de Molins de Rei (1808)
- 1er janvier 1809 : Bataille de Molins de Rei (1809) (ca)
- Date inconnue 1814 : Bataille de Molins de Rei (1814) (voir drapeau du 143e régiment d'infanterie)
- 1823 : Combat de Molins del Rey (1823)

## Culture locale et patrimoine

### Monuments et lieux touristiques
- Château de Castellciuró (ca), Bien d'intérêt culturel

### Personnalités liées à la commune
- Margarita Xirgu (1888-1969), célèbre actrice d'avant la guerre d'Espagne[1], exilée sous le franquisme en Uruguay, fondatrice de l'École multidisciplinaire d'art dramatique Margarita Xirgu à Montevideo, est née dans la ville[2].

## Jumelage
Molins de Rei est jumelée avec
- Lorca (Espagne)